# Communauté de communes Loire et Vignoble
La communauté de communes Loire et Vignoble est une ancienne communauté de communes française, située dans le département de la Nièvre et la région Bourgogne-Franche-Comté.

## Composition
Elle est composée des 11 communes suivantes :
| Nom                       | Code Insee | Gentilé           | Superficie (km2) | Population (dernière pop. légale) | Densité (hab./km2) |
| ------------------------- | ---------- | ----------------- | ---------------- | --------------------------------- | ------------------ |
| Pouilly-sur-Loire (siège) | 58215      | Pouillysois       | 20,28            | 1 697 (2014)                      | 84                 |
| Bulcy                     | 58042      | Bulcycois         | 8,43             | 136 (2014)                        | 16                 |
| Garchy                    | 58122      |                   | 21,18            | 429 (2014)                        | 20                 |
| Mesves-sur-Loire          | 58164      | Mesverois         | 18,64            | 699 (2014)                        | 38                 |
| Saint-Andelain            | 58228      | Saint-Andelainois | 20,31            | 490 (2014)                        | 24                 |
| Saint-Laurent-l'Abbaye    | 58248      |                   | 1,41             | 223 (2014)                        | 158                |
| Saint-Martin-sur-Nohain   | 58256      | Martiniens        | 24,03            | 380 (2014)                        | 16                 |
| Saint-Quentin-sur-Nohain  | 58265      | Quintinois        | 15,98            | 115 (2014)                        | 7,2                |
| Suilly-la-Tour            | 58281      | Suillyzois        | 36,91            | 627 (2014)                        | 17                 |
| Tracy-sur-Loire           | 58295      | Tracéens          | 23,07            | 945 (2014)                        | 41                 |
| Vielmanay                 | 58307      | Vielmanois        | 21,33            | 185 (2014)                        | 8,7                |

## Compétences
1. Aménagement de l’espace
- Constitution de réserves foncières
- Aménagement des lotissements
- Aménagement d’un sentier de randonnée

2. Actions de développement économique
- Réalisation de toutes opérations et tous travaux susceptibles de favoriser le développement économique et touristique
- Création, développement, gestion et promotion de ZA intercommunales
- Construction de bâtiments relais sur une zone communautaire
- À partir de l’existant, promotion et renforcement des activités commerciales, agricoles, artisanales, industrielles et touristiques
- Aides au fonctionnement de structures touristiques existantes, du Pavillon du Milieu de Loire et de l’Office de Tourisme

3. Protection et mise en valeur de l’environnement
- Organisation et fonctionnement des services de collecte et de traitement des ordures ménagères, tri sélectif
- Études des schémas directeurs d’assainissement et adoption des zonages d’assainissement
- Contrôle des assainissements autonomes avec communication de sensibilisation
- Réalisation d’études et de travaux liés à l’écoulement pluvial et fluvial en prévention d’événements climatiques exceptionnels dans une topographie à risque pouvant entraîner des dégâts pour les personnes et les biens

4. Voirie
- Création, travaux d’investissement et gros entretien des voies communales à l’exclusion des chemins ruraux
- Mise en œuvre du broyage

5. Politique du logement et du cadre de vie
- Incitation au développement de l’offre locative privée et publique

6. Équipements culturels, sportifs et de l’enseignement préélémentaire et élémentaire
- Réalisation ou participation à la réalisation des travaux nécessaires à l’équipement scolaire, culturel et sportif et prise en charge des dépenses d’entretien ou de fonctionnement des équipements ainsi créés
- Construction, gestion et entretien du casernement de gendarmerie et du gymnase

7. Équipement social, socio-éducatif et médico-social
- Réalisation ou participation à la réalisation des travaux nécessaires à l’équipement social, socio-éducatif et médicosocial et prise en charge des dépenses d’entretien ou de fonctionnement des équipements ainsi créés
- Participation au centre social
- Portage de repas à domicile

Principales réalisations en 2004
- Ouverture de la déchèterie
- Ouverture du relais d’assistantes maternelles

Projets 2005 et à moyen terme
- Construction d’un tennis couvert
- Agrandissement d’un garage
- Mise en place du SPANC
- Mise en place d’un centre d’interprétation sur le Sauvignon
- Contrat d'études et d'animation et contrat de réalisation avec le Conseil Général de la Nièvre

## Historique
Créée en 2000, la Communauté de Communes Loire & Vignoble a remplacé et a repris les compétences du SIVOM du canton de Pouilly-sur-Loire. Elle est présidée par Monsieur Jean-Jacques Lété, Maire de Pouilly-sur-Loire et Conseiller Régional de Bourgogne.
Structure porteuse : Communauté de Communes Loire & Vignoble
Route de Châteauneuf	58150 Pouilly-sur-Loire
L'Assemblée Générale est composée de deux délégués par commune.
Le bureau est composé d’un président et de 2 vice-présidents (Monsieur Patrick Coulbois – Maire de Saint-Andelain et Madame Annick Torcol – Maire de Bulcy).
Les 5 commissions de travail sont les suivantes :
·Finances, développement économique et personnel
·Appel d’offres
·Travaux, bâtiments, matériels, broyage 
·Espace, environnement, collectes, assainissement
·Tourisme, éducation, culture, social
L'équipe permanente se compose ainsi :
- 1 responsable administratif					
- 2 agents de salubrité
- 1 technicien en assainissement individuel			
- 1 agent chargé du portage des repas
- 1 agent de développement					
- 1 gardien de déchèterie
- 3 conducteurs spécialisés 					
- 1 gardien de gymnase
Elle fusionne avec deux autres intercommunalités pour former la communauté de communes Loire, Vignobles et Nohain au 1er janvier 2017.

## Sources
- Le SPLAF (Site sur la Population et les Limites Administratives de la France)
- La base ASPIC